# Kis-Bælt
A Kis-Bælt (dánul: Lillebælt) egy tengerszoros a dániai Fyn sziget és a Jylland (Jütland) félsziget között. A Balti-tengert a Kattegaton és a Skagerrakon keresztül az Északi-tengerrel összekötő három szoros egyike (A Nagy-Bælt és az Øresund mellett).
A szoros mintegy 50 km hosszú, szélessége 800 m és 28 km között változik. A szorosban számos apró sziget található.
Két híd ível át rajta: a Régi és az Új Kis-Bælt híd, mindkettő a szoros északi kijáratánál.